# Dag Ole Thomassen
Dag Ole Høving Thomassen (Skien, 28 giugno 1986) è un ex calciatore norvegese, di ruolo portiere.

## Carriera

### Club
Thomassen iniziò la carriera con la maglia del Pors Grenland. Nel 2008, passò all'Odd Grenland, per cui debuttò il 12 luglio 2008, nel pareggio per 3-3 contro il Moss. In quella stagione, la squadra raggiunse la promozione nella Tippeligaen.
Il 4 luglio 2009 poté allora esordire nella massima divisione norvegese, sostituendo Fredrik Gulsvik nella vittoria per 2-1 sul Sandefjord: dovette scendere in campo a causa dell'espulsione del portiere titolare Árni Gautur Arason.
Il 17 dicembre 2010, tornò al Pors Grenland.